# 286
| [ Edytuj tabelę ] |                                          |
| Król Aksum        | - 270 Endubis 300                        |
| Cesarz Chin       | - 265 Sima Yan 290                       |
| Władca Korei      | - 270 Sŏch’ŏn 292                        |
| Papież            | - 283 Kajus 296                          |
| Król Persji       | - 276 Bahram II 293                      |
| Cesarz Rzymu      | - 284 Dioklecjan 305 - 286 Maksymian 305 |

Rok 286 / CCLXXXVI
stulecia: II wiek ~
III wiek ~
IV wiek

lata: 276 «
281 «
282 «
283 «
284 «
285 «
286
» 287
» 288
» 289
» 290
» 291
» 296

## Wydarzenia
Cesarstwo rzymskie
- 1 kwietnia – Dioklecjan uczynił Maksymiana augustem i dał mu władzę nad zachodnią częścią cesarstwa rzymskiego (zobacz też: 285).
- Wprowadzenie tetrarchii w Cesarstwie rzymskim: dwaj cesarze (augustowie), czyli Dioklecjan i Maksymian, podzielili się władzą z dwoma zastępcami (cezarami) – Galeriuszem i Konstancjuszem I Chlorusem.
- Maksymian tłumił powstanie bagaudów w Galii.

## Zmarli
- Aelianus, przywódca powstania chłopskiego w Galii.
- Chedosbios, król Bosporu.
- Zoe z Rzymu, męczennica chrześcijańska.